# 鑰匙圈
鑰匙圈又稱鑰匙扣、鎖匙扣，是一個用來扣住鑰匙和其他東西的環（一般材質是金屬或者塑膠），有時候會與鑰匙链連在一起。有的鑰匙圈是用皮革，木材，或者橡膠做成的。
最常見的鑰匙圈是一片頭尾有重疊的金屬環。兩端都可以撬開來讓鑰匙能滑入環中，直到鑰匙完全進入環的內部。另外也有的鑰匙圈會加上很多裝飾物來作為辨識，這些有裝飾物的鑰匙圈也常會被人掛在袋子上作為裝飾。
有的鑰匙圈會使用沒有重疊部份的金屬或塑膠環，但是利用其它機制（像是卡榫之類）來讓這個環可以適當地打開與關閉。

## 物理結構
鑰匙圈包含一個一般來說是鋼製的金屬環。這裡的鋼通常會鍍上鉻來避免生鏽。金屬鑰匙圈會使用高強度的鋼並且讓這個環的形狀能給予自身壓力，以維持自身的剛性。同類型的金屬也被使用在一些老式的汽車懸吊系統上，利用其剛性來避免汽車瓦解。